# تشاك ستيفنسون
تشاك ستيفنسون (بالإنجليزية: Chuck Stevenson)‏ هو سائق سباق ومهندس أمريكي، ولد في 15 أكتوبر 1919 في سيدني في الولايات المتحدة، وتوفي في 21 أغسطس 1995 في بينسون في الولايات المتحدة.

## روابط خارجية
- تشاك ستيفنسون على موقع Racing-Reference.info (الإنجليزية)
- تشاك ستيفنسون على موقع DriverDB.com (الإنجليزية)